# Romney, Hythe and Dymchurch Railway
De Romney, Hythe and Dymchurch Railway ofwel RHDR is een smalspoorlijn in het Engelse graafschap Kent. Het is de langste spoorlijn ter wereld met 381 mm spoorwijdte. De lijn is oorspronkelijk gebouwd als openbaar vervoer, maar trekt van oudsher ook veel toeristen vanwege zijn unieke karakter en omdat het gebied geliefd is als vakantiebestemming. Desondanks was het niet uitsluitend een toeristische spoorlijn. Er werden af en toe ook goederen vervoerd.

## Beknopte Historie
De excentrieke en rijke Captain Howey en de Poolse Graaf Zborowski zochten een locatie voor "de beste smalspoorlijn ter wereld". Er waren in het huidige gebied wel twee doodlopende gewone spoorlijnen naar de kust, maar niet langs de kust. De gemeenten wilden dat wel, maar de spoorwegmaatschappijen weigerden omdat er te weinig mensen woonden. Het was wel aantrekkelijk voor vakantiegangers, en daarom werd dit traject gekozen. De graaf heeft dat niet meer meegemaakt, want hij was ook liefhebber van auto-racen, en kwam daarbij om in 1924. De Captain ging echter onverdroten verder, zodat de eerste helft van de lijn in 1927 geopend kon worden. In 1928 volgde de tweede helft. Te New Romney kon tot 1967 worden overgestapt op de gewone trein die vlak bij het station kwam. In Hythe was tot 1951 ook wel een gewoon treinstation, maar niet pal bij de smalspoorlijn. Allebei de gewone spoorlijnen werden opgeheven omdat ze onrendabel waren.
In de Tweede Wereldoorlog werd de bevolking geëvacueerd en de smalspoorlijn geconfisqueerd. Er werden alleen nog militairen vervoerd. Er werd zelfs een gepantserde trein samengesteld, compleet met geschut, de enige ter wereld op smalspoor. Eind 1945 kreeg Captain Howey de lijn weer in handen, maar door alle schade was de lijn pas in 1946 hersteld. Tussen New Romney en Dungeness werd het dubbelspoor niet hersteld wegens de kosten. Ook nu is het nog enkelspoor. Dat deel werd in 1947 heropend door Stan Laurel en Oliver Hardy, die daarvoor uit Amerika waren overgekomen.
De eerste jaren na de oorlog en de jaren 50 waren zeer succesvol, maar later, in de jaren zestig, werden vakanties in het buitenland zo goedkoop dat de passagiers aantallen sterk terugliepen.
De Captain maakte dat niet meer mee; hij overleed in 1963, en ligt nabij station New Romney begraven. Daarmee begon een onzekere periode waarin de lijn diverse keren een andere eigenaar kreeg. Ook werd een vereniging van liefhebbers opgericht. Uiteindelijk kwam de lijn in handen van zakelijke spoorliefhebbers die niet alleen op winst uit waren, en werden er vanaf 1972 investeringen gedaan om de lijn te kunnen blijven exploiteren. Tussen 1977 en 2015 reden er op schooldagen speciale schooltreinen in opdracht van een onderwijsinstelling. Het hele jaar door, dus ook in de winter. Wegens een teruglopend aantal scholieren dat mee ging werd de schooltrein uiteindelijk opgeheven.

## Beschrijving van de lijn
De spoorwijdte bedraagt 15 inch (381 mm). Bij de opening in 1927 als "the worlds smallest public railway" vestigde deze spoorlijn een record dat pas in 1978 werd gebroken door de Réseau Guerlédan in Frankrijk, die slechts een spoorwijdte had van 10¼ inch (260 mm). Toen deze lijn in 1982 sloot, werd het record overgenomen door de Wells and Walsingham Light Railway, die dezelfde spoorwijdte heeft als de Réseau Guerlédan. Het verschil is ook dat de WWLR op een oude normaalspoorlijn is aangelegd, en de lijn is maar 6,4 km. lang. En decennia later pas geopend; in 1982.

### Traject
Het traject van de RHDR is 23 km lang en loopt van Cinque Port in Hythe, via Dymchurch, St Mary's Bay, New Romney en Romney Sands tot Dungeness, vlak bij de vuurtoren van Dungeness en de kerncentrale. In Dungeness bevindt zich een keerlus, zodat het traject slechts aan één uiteinde doodloopt.
Locatie van de spoorlijn is geen toeval en werd door de stichters doelbewust gekozen omwille van twee redenen. Ten eerste is het gebied enorm vlak; er zijn amper hellingen te vinden, waardoor het gebied ideaal is om de kleine locomotieven te laten rijden.
Ten tweede volgt de lijn een traject langs de kustlijn tussen Hythe & Dungeness. Beide plaatsen waren vroeger verbonden met het nationaal spoorwegnet en tussen deze twee plaatsen lagen verschillende "seaside resorts" waar in de zomer veel Britten met vakantie gingen en gaan. Aan reizigers zou er zo (vooral in de zomer) geen gebrek zijn.
Tussen Hythe en New Romney is de lijn dubbelsporig, tussen New Romney en Dungeness is de lijn sinds 1946 enkelsporig met uitzondering van de halte Romney Sands waar twee sporen zijn zodat treinen hier elkaar kunnen kruisen. Tot 1940 werd er het hele jaar door dagelijks gereden. Na 1946 tot in de huidige tijd wordt er niet meer het hele jaar door gereden maar vooral in vakantieperiodes en weekeinden. 
De frequentie verschilt per periode. Vooral in de zomervakantie is de frequentie het hoogst. Op speciale dagen zijn er extra veel ritten, en wordt er soms parallel gereden, of met veel gekoppelde locomotieven. Op zulke dagen zijn er vaak locomotieven van andere lijnen te gast en die rijden ook.

### Stations
Momenteel worden er acht stations volledig of beperkt gebruikt:
- Hythe
- Burmarsh Road (beperkt gebruik)
- Dymchurch
- St. Mary's Bay
- New Romney
- Romney Warren Halt (nieuw sinds februari 2009)
- Romney Sands
- Dungeness

In de loop van het bestaan zijn er ook verschillende halten gesloten:
- Prince of Wales Halt (gesloten in 1928)
- Botolph's Bridge Halt (gesloten in 1939)
- Golden Sands Halt (gesloten in de jaren 90)
- Warren Halt (gesloten in 1927, even heropend in 1946)
- Greatstone Dunes (gesloten in 1983)
- War Departement Halt (gesloten in 1945)
- Lade (gesloten in 1977)
- The Pilot Inn (gesloten in 1977)
- Britannia Points Halt

## Ongevallen (selectie)
Tot de jaren 70 waren alle overwegen onbeveiligd. Wel stond er soms een wachter in gewone burger-kleding met rode en groene vlag en een enorm "zakhorloge". Pas tussen 1974 en 1985 kwamen er overweglichten, in de normale Britse uitvoering.
Op de lijn zijn ongeveer twintig ongevallen gebeurd.
17 augustus 1927: Een baanwerker komt om bij aanrijding.
2 juni 1931: een locomotief breekt van zijn tender af en gaat er alleen vandoor. Hij bereikt Dungeness alwaar hij in de bocht ontspoort.
10 mei 1934: aanrijding met grote auto. De locomotief ontspoort maar boort zich net niet in de dijk. Een toevallig aanwezige aannemerstrein verleent hulp. De machinist, tevens chauffeur van Captain Howey, raakt lichtgewond. De locomotief is flink beschadigt en gaat naar Leeds voor reparatie.
2 september 1935: bij aanrijding ontspoort locomotief, en blijft hangen op brug. Toch is er weinig schade aan de loc; de auto is echter total-loss.
16 mei 1946: bij aanrijding valt locomotief in drainage kanaal. De machinist is zwaargewond. De automobilist komt om. De locomotief wordt later met behulp van een kraanwagen van het leger geborgen.
22 april 1947: aanrijding met grote tractor. Uit onderzoek bleek dat die was vastgelopen omdat die ijzeren wielen zonder banden had. De chauffeur verzuimde de trein of wachter te waarschuwen. De locomotief was licht beschadigd, maar de tractor was in tweeën gebroken.
11 augustus 1952: een machinist kijkt boven zijn trein uit bij een laag viaduct en stoot dus zijn hoofd en is bewusteloos. Een heldhaftige passagier ziet het gebeuren, verlaat zijn coupé in de rijdende trein, klimt over de tender, en weet de locomotief te stoppen.
25 juli 1968: aanrijding 2 locomotieven met auto. Auto total-loss, locomotief licht beschadigd.
6 augustus 1973: machinist komt om bij aanrijding met gestolen auto.
28 augustus 1975: bij aanrijding wordt auto totaal vernield, één persoon moet uitgezaagd worden. Getuigen verklaren dat de auto nog gauw even door wilde.
11 mei 1993: een lege schooltrein heeft aanrijding met busje. Loc en busje vallen van de dijk in het water. De conducteur kwam onder de trein in het water terecht, maar wist zich te redden. De chauffeur wende rem falen aan, maar dat bleek een leugen. Ook hij wilde niet wachten en nog gauw voor de trein oversteken. Bovendien had de auto gladde banden en was de wegenbelasting niet betaald. Een grote kraan haalde beide voertuigen uit het water.
Op 3 augustus 2003 reed een automobiliste op een onbewaakte overweg in op de locomotief "Hercules" die een passagierstrein trok. Enkele passagiers raakten gewond of verkeerden in shock. De 31-jarige machinist Kevin Crouch overleefde de klap niet. De chauffeuse en haar baby waren lichtgewond. Er volgde een onderzoek naar de toedracht. De bestuurster werd beschuldigd van dood door schuld, maar uiteindelijk veroordeeld voor gevaarlijk rijden.
Het volgende ongeluk gebeurde op 10 juli 2005, ook op een overweg. Ditmaal werd de locomotief "Hurricane" aangereden. Suzanne Martin, de machiniste en de vrouw van de directeur van de spoorlijn, kwam hierbij om het leven. De 20-jarige bestuurder van de auto zou de rode lichten van de overweg hebben genegeerd of niet hebben gezien. Hij bekende schuld.
Om deze reden heeft men op de twee betrokken overwegen, plus een derde gevaarlijke overweg, halve slagbomen ter waarde van £ 90.000 geplaatst. Sinds 2017 hebben alle overwegen slagbomen.
28 augustus 2019: 2 treinen naderen door misverstand elkaar op enkelspoor. Ze kunnen bijtijds stoppen.

## Trivia
- De lijn is zo beroemd dat er in Japan zelfs een "kloon" is; de Shuzenji Romney Railway. Overeenkomst is er omdat er ook Britse stoomlocomotieven rijden en de spoorbreedte hetzelfde is. Maar niet qua afstand; het lijntje is nog geen 1,5 km. lang. Het bevindt zich in een park met een dorp dat op New Romney moet lijken.
- Er is er een houten replica van de pantsertrein. Bij gelegenheden is die te zien.[5]
- De locomotieven zijn gemaakt in dezelfde fabrieken als hun grote voorbeelden. Er zijn dan ook foto's waarop klein en groot naast elkaar staan; in 1927, en 90 jaar later. Ook is er een foto waarop drie formaten locomotief naast elkaar te zien zijn.[6]

## Locomotieven
Een locomotief met tender weegt ongeveer 8 ton. De maximumsnelheid is 40 km per uur.
De RHDR heeft elf oorspronkelijke stoomlocomotieven:
| Nummer | Naam              | Afbeelding        | Kleur                        | Bouwjaar | Fabrikant                | Asindeling | In gebruik? (niet meer actueel?)               |
| ------ | ----------------- | ----------------- | ---------------------------- | -------- | ------------------------ | ---------- | ---------------------------------------------- |
| 1      | Green Goddess     | Green Goddess     | LNER appelgroen              | 1925     | Davey Paxman & Co.       | 2C1        | Ja                                             |
| 2      | Northern Chief    | Northern Chief    | Brunswick groen              | 1925     | Davey Paxman & Co.       | 2C1        | Nee: onderhoud aan de ketel                    |
| 3      | Southern Maid     | Southern Maid     | RHDR groen                   | 1926     | Davey Paxman & Co.       | 2C1        | Ja                                             |
| 4      | The Bug           | The Bug           | Brighton Umber               | 1926     | Krauss-Maffei (München)  | B          | Ja                                             |
| 5      | Hercules          | Hercules          | Midland Rly bruin            | 1927     | Davey Paxman & Co.       | 2D1        | Nee: onderhoud aan de ketel                    |
| 6      | Samson            | Samson            | Great Eastern blauw          | 1927     | Davey Paxman & Co.       | 2D1        | Nee: groot onderhoud                           |
| 7      | Typhoon           | Typhoon           | British Racing groen         | 1927     | Davey Paxman & Co.       | 2C1        | Ja                                             |
| 8      | Hurricane         | Hurricane         | LNER Garter blauw            | 1927     | Davey Paxman & Co.       | 2C1        | Ja                                             |
| 9      | Winston Churchill | Winston Churchill | Bruin                        | 1931     | Yorkshire Engine Company | 2C1        | Ja                                             |
| 10     | Dr Syn            | Dr Syn            | Zwart met witte detaillering | 1931     | Yorkshire Engine Company | 2C1        | Ja                                             |
| 11     | Black Prince      | Black Prince      | DB zwart en rood             | 1937     | Krupp                    | 2C1        | Nee: buiten dienst in afwachting van reparatie |

De RHDR heeft ook 3 diesel- en 2 benzinelocomotieven:
| Nummer | Naam                   | Afbeelding     | Kleur           | Bouwjaar | Fabrikant       | Asindeling | In gebruik?            |
| ------ | ---------------------- | -------------- | --------------- | -------- | --------------- | ---------- | ---------------------- |
| 12     | J.B. Snell (Diesel)    | John Southland | Zwart en geel   | 1983     | TMA Engineering | Bo'Bo'     | Ja                     |
| 14     | Captain Howey (Diesel) | Captain Howey  | Blauw en zilver | 1989     | TMA Engineering | Bo'Bo'     | Ja                     |
| PW1    | Simplex                |                | Groen           | 1938     | Motor Rail Ltd. | B          | Ja: rangeerlocomotief  |
| PW2    | Scooter                |                | Geel            | 1949     | RHDR            | B          | Ja: rangeerlocomotief  |
| PW3    | Red Gauntlet           |                | Rood            | 1975     | Jacot/Keef      | B          | Ja: rangeerlocomotief. |

## Recente gebeurtenissen
Op 16 februari 2009 werd de voormalige halte Warren Halt heropend als Romney Warren Halt. De heropening hield verband met de opening van een bezoekerscentrum voor het nabijgelegen Romney Marsh. Met de heropening van de halte werd een bijdrage geleverd aan de lokale economie, het toerisme en het milieu.